# Our Hearts Will Beat as One
Our Hearts Will Beat as One é o segundo álbum de David Fonseca. Conta com a participação especial de Rita Pereira (ex-Atomic Bees).

## Faixas
1. "Who Are U?"
2. "Swim"
3. "Cold Heart"
4. "Hold Still (featuring Rita)"
5. "Start Over Again"
6. "Come Into My Heart"
7. "Our Hearts Will Beat As One"
8. "The Longest Road"
9. "Open Legs Wide"
10. "Bu_urn"
11. "Adeus, Não Afastes Os Teus Olhos Dos Meus"
12. "When U Hit The Floor (Faixa Extra Exclusivo Fnac)"